# Anarmodia majoralis
Anarmodia majoralis là một loài bướm đêm trong họ Crambidae.